# أوبل إنسيغنيا
أوبل إنسيغنيا (بالإنجليزية: Opel Insignia) هي سيارة من صناعة أوبل أنتجت في 2008.

## نبذة
إنسيغنيا هي سيارة عائلية كبيرة أطلقتها شركة أوبل الألمانية عام 2008 في معرض بريطانيا الدولي للسيارات، لتحل محل طراز فيكترا الشهير، حيث بيع هذا الطراز الجديد كلياً من قبل عدة شركات تابعة لشركة جنرال موتورز وهي بويك باسم ريغال وشيفروليه باسم فيكترا، بالإضافة إلى شركة فوكسهول البريطانية تحت اسم إنسيغنيا
يتميز الشكل الخارجي الرياضي لطراز إنسيغنيا OPC بأضواء زينون أمامية جميلة تعمل بتقنية LED النهارية، وشبك تهوية أسود اللون مزين بخط من الكروم يتوسطه شعار أوبل، وصادم رياضي ضخم يحتوي على العديد من فتحات التهوية المحاطة بإطار من الكروم الإمع. وتتميز إنسيغنيا OPC بمرايا جانبية ذات تحكم كهربائي وخطوط بارزة تمتد إلى الخلف لتصل إلى الأضواء الخلفية المثيرة التي تجمع ما بين غطاء صندوق الأمتعة المميز الذي يحتوي على ضوء توقف رفيع وخط كرومي طويل مزين بشعار أوبل، وبين الصادم الرياضي البارز الذي يشتمل على مخرجي عادم كروميين على طرفيه بالإضافة إلى ناشر هواء صغير في وسطه.
أما مقصورة أوبل إنسيغنيا OPC الداخلية فهي مزودة بلوحة عدادات رياضية يتوسطها شاشة صغيرة لعرض أهم معلومات السيارة للسائق أثناء القيادة، وبمقود جلدي متعدد الوظائف مزود بأزرار للتحكم بالنظام الصوتي والمكالمات ومثبت السرعة بالإضافة إلى شعار OPC لتأكيد الطابع الرياضي لهذه السيارة.
وزودت أوبل إنسيغنيا OPC أيضاً بكونسول وسطي عصري يحتوي على شاشة ملونة تعمل باللمس لعرض الأنظمة الترفيهية والمعلوماتية، بالإضافة إلى أزرار التحكم بنظام التكيف وأنظمة السيارة والنظام الصوتي، ومداخل AUX وUSB لربط الأجهزة الذكية وأجهزة الموسيقى

## اوبل انسيغنيا OPC
إنسيغنيا OPC هي نسخة أطلقتها شركة أوبل الألمانية كنسخة أقوى من طراز إنسيغنيا الأساسي، وتختلف عنه بأنها مزودة بمحرك أكبر مكون من 6 اسطوانات بشاحن توربيني سعة 2.8 لتر يولد قوة 325 حصان، بالإضافة إلى شكل خارجي وداخلي أكثر رياضية وشبابية.
يتميز الشكل الخارجي الرياضي لطراز أوبل إنسيغنيا OPC بأضواء زينون أمامية جميلة تعمل بتقنية LED النهارية، وشبك تهوية أسود اللون مزين بخط من الكروم يتوسطه شعار أوبل، وصادم رياضي ضخم يحتوي على العديد من فتحات التهوية المحاطة بإطار من الكروم اللامع.
وتتميز إنسيغنيا OPC بمرايا جانبية ذات تحكم كهربائي وخطوط بارزة تمتد إلى الخلف لتصل إلى الأضواء الخلفية المثيرة التي تجمع ما بين غطاء صندوق الأمتعة المميز الذي يحتوي على ضوء توقف رفيع وخط كرومي طويل مزين بشعار أوبل، وبين الصادم الرياضي البارز الذي يشتمل على مخرجي عادم كروميين على طرفيه بالإضافة إلى ناشر هواء صغير في وسطه.
أما مقصورة أوبل إنسيغنيا OPC الداخلية فمزودة بلوحة عدادات رياضية تتوسطها شاشة صغيرة لعرض أهم معلومات السيارة للسائق أثناء القيادة، وبمقاعد جلدية رياضية حاضنة، وبمقود جلدي متعدد الوظائف مزود بأزرار للتحكم بالنظام الصوتي والمكالمات ومثبت السرعة بالإضافة إلى شعار OPC لتأكيد الطابع الرياضي لهذه السيارة.
وزودت أوبل إنسيغنيا OPC أيضاً بكونسول وسطي أنيق لايختلف كثيراً عن كونسول الطراز الأساسي، يحتوي على شاشة ملونة لعرض الأنظمة الترفيهية والمعلوماتية، بالإضافة إلى أزرار التحكم بنظام التكييف وأنظمة السيارة والنظام الصوتي، ومداخل AUX وUSB لربط الأجهزة الذكية وأجهزة الموسيقى.
كما وجهزت أوبل إنسيغنيا OPC بحجرة تخزين بين المقعدين الأماميين أمامها أزرار التحكم بالشاشة وأنظمة القيادة في السيارة.

## معرض صور

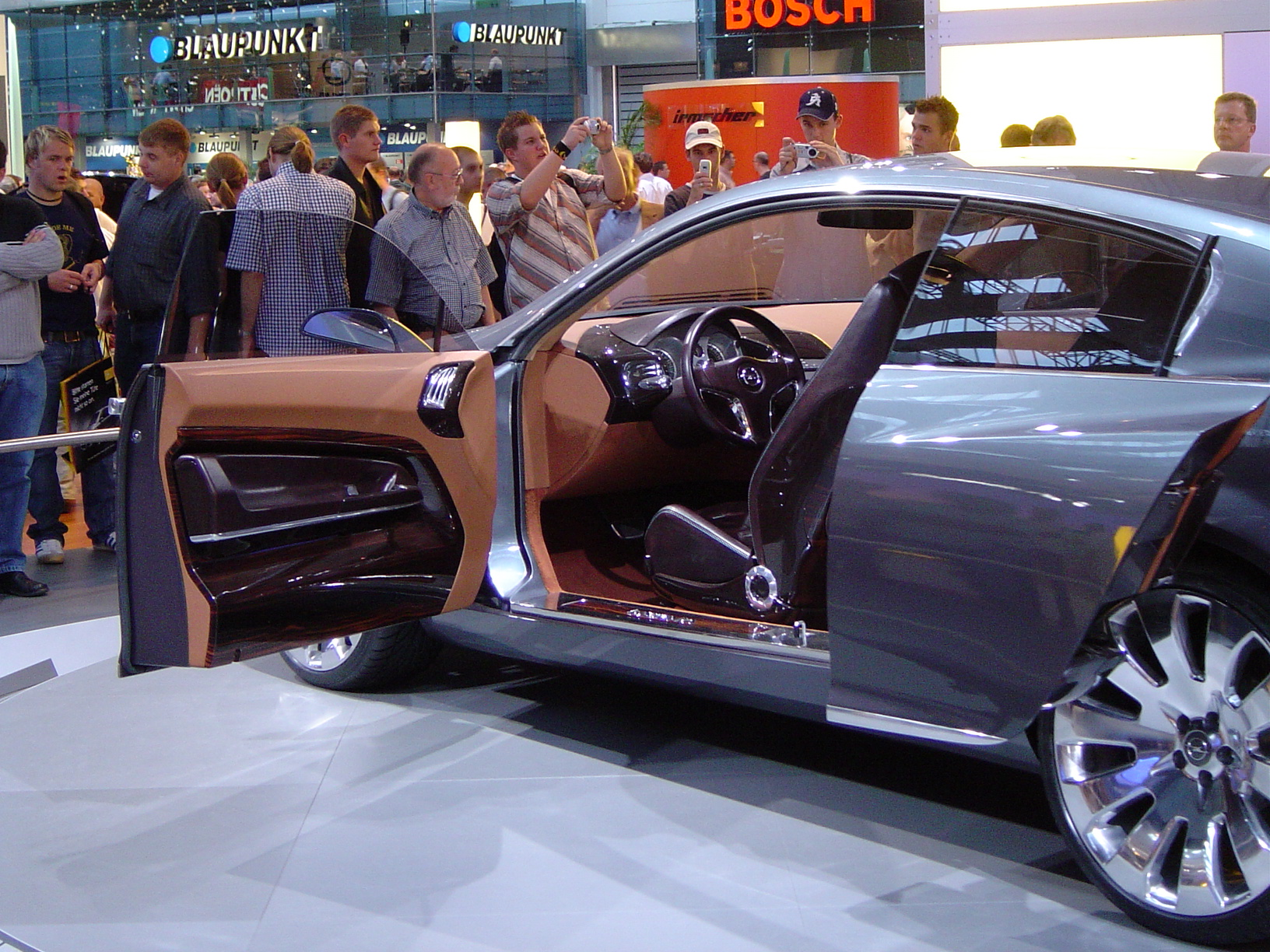
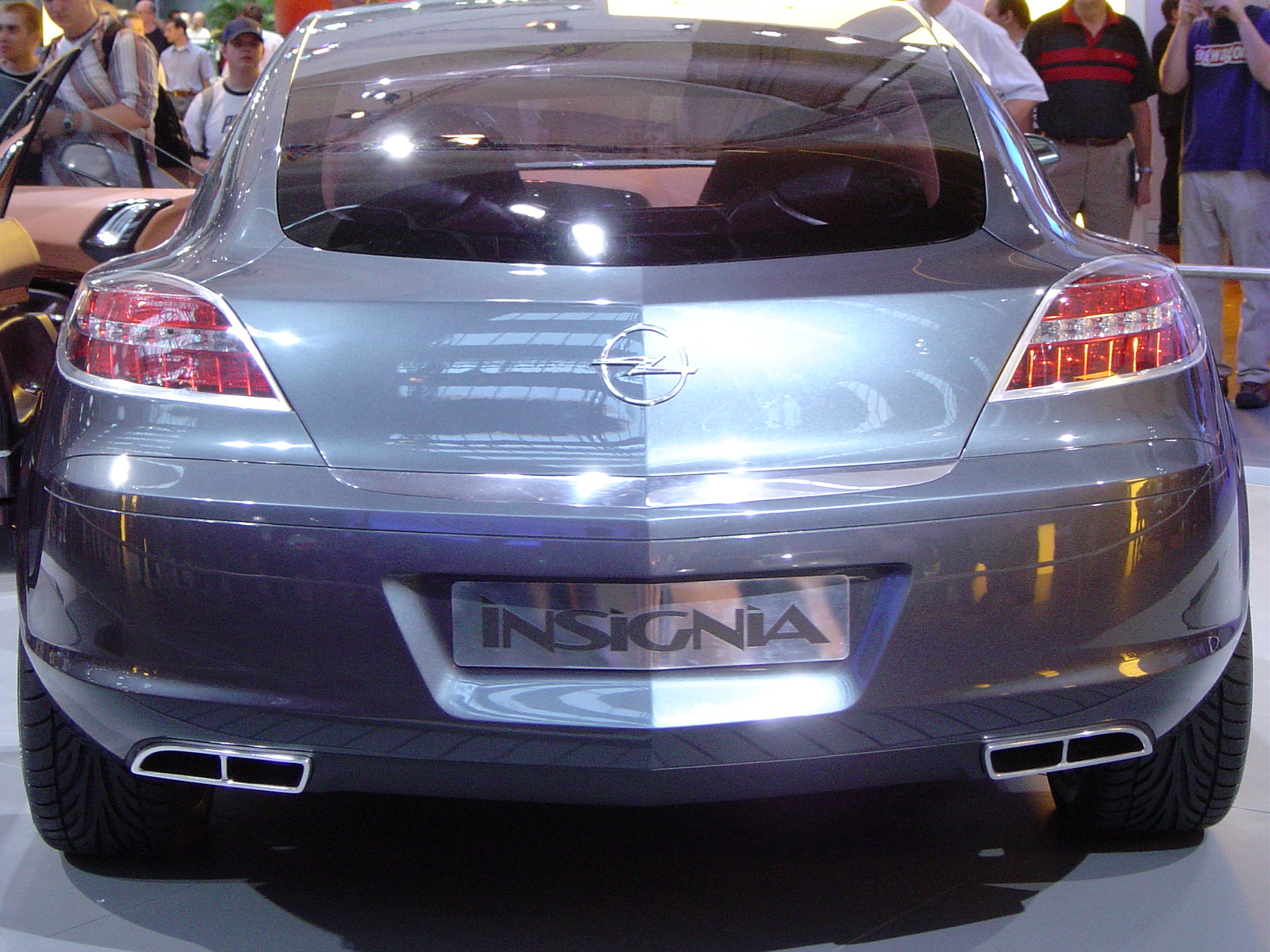
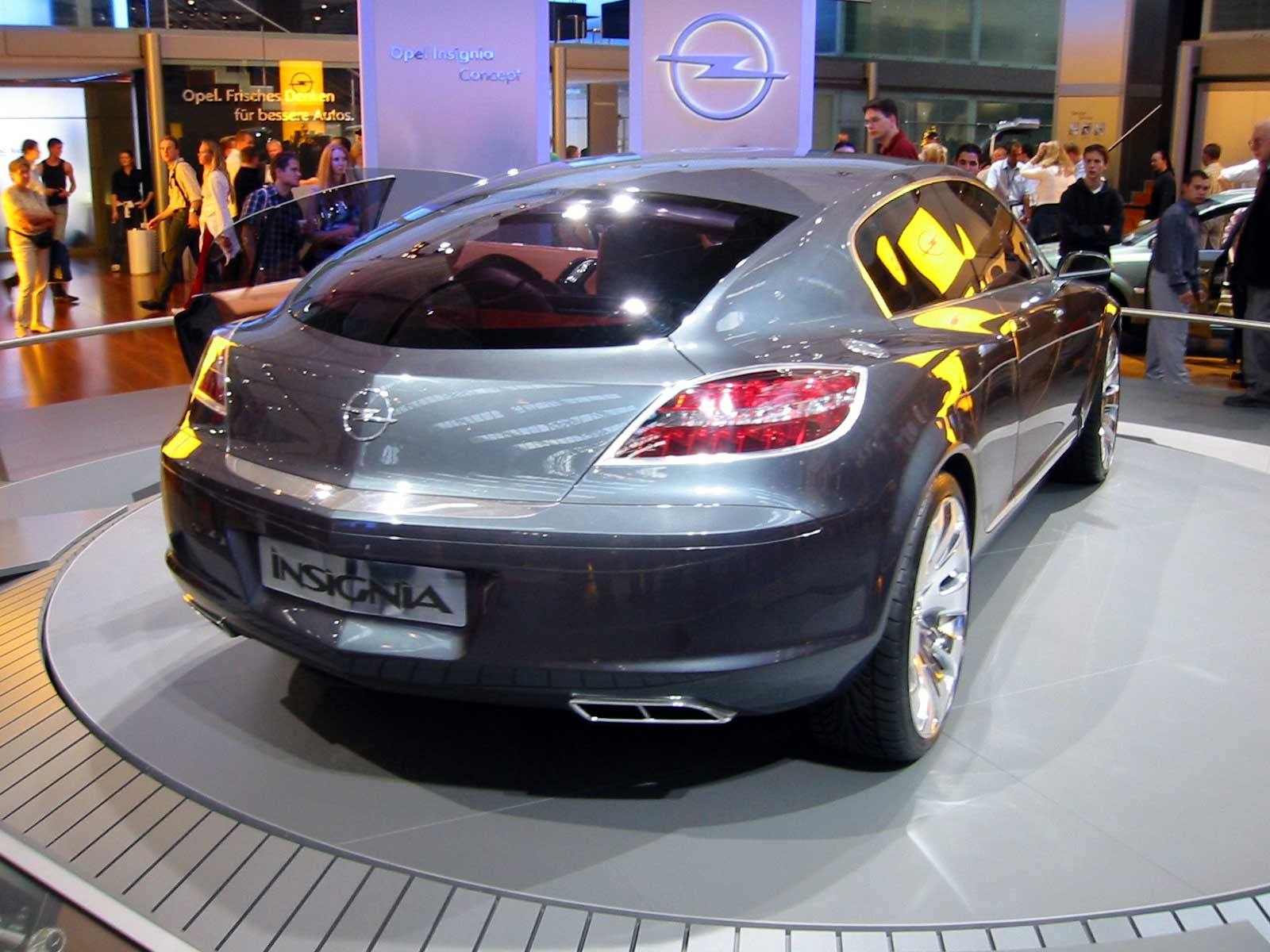

## وصلات خارجية
- تقرير اوبل انسيغنيا OPC